# Victoria Montesi
Victoria Montesi es un personaje ficticio que aparece en los cómics estadounidenses publicados por Marvel Comics. Creada por el escritor y editor Christian Cooper, apareció por primera vez en The Darkhold #1 (octubre de 1992) y se destaca por ser el primer personaje abiertamente lésbico en aparecer en Marvel Comics.

## Historial de publicación
Victoria Montesi apareció por primera vez en The Darkhold #1 (octubre de 1992). Creada por el escritor y editor Christian Cooper, fue el primer personaje abiertamente lésbico en aparecer en Marvel Comics.

## Biografía ficticia

### Origen
Montesi es hija única de Monseñor Vittorio Montesi; La línea Montesi fue designada hace mucho tiempo como los guardianes del Darkhold, un tomo de magia negra antigua que tiene el potencial de convocar al Dios Mayor Chthon para causar estragos en la Tierra, pero Victoria, mitad estadounidense, no cree en las afirmaciones de su padre y acepta trabaja en un hospital de Roma, donde vive con su amante, la instructora de kárate Natasha "Nash" Salvato.
Sin embargo, cuando un enano demoníaco distribuye páginas del Darkhold a mortales desprevenidos y Nash queda tetrapléjica y en cama después de una explosión destinada a matar a Victoria, ella se une a la experta en ocultismo Louise Hastings y al agente de la Interpol Sam Buchanan para recuperar las páginas del libro.

### Hijos de la Medianoche
En Darkhold #1, Montesi, Hastings y Buchanan comenzaron a trabajar con Ghost Rider y Johnny Blaze cuando descubrieron que Lilith, una antigua entidad demoníaca, había buscado la muerte de Montesi. A partir de entonces, el grupo se afilió libremente con Doctor Strange, Ghost Rider, los Nightstalkers y los otros "Hijos de la Medianoche".
Estas alianzas los atraen a muchas aventuras no relacionadas con la búsqueda de páginas del Darkhold. Su participación en las fuerzas de la oscuridad había sido predicha tiempo atrás como parte de los 'nueve', un grupo de héroes destinados a destruir el mal. Matar a un integrante del grupo significaría un gran éxito para las fuerzas de la oscuridad, incluso frente a los ocho sobrevivientes. Debido a un incidente, Victoria y Sam se involucran en el renacimiento de Lilith en los terrenos embrujados del cementerio Salem Fields en Cypress Hills, Brooklyn. Una niebla que se filtra desde el suelo trae consigo criaturas demoníacas de todo tipo. Sam, Victoria, Ghost Rider, Cuidador, los Nightstalkers y otros héroes hacen todo lo posible para detenerlo, pero terminan huyendo y sitiados en la historia conocida como Siege of Darkness.
El grupo busca las páginas del Darkhold siempre que pueden. En Hawái, luchan contra soldados demoníacos surgidos de la mente de un superviviente de Pearl Harbor. En un pequeño pueblo de montaña, Victoria ayuda a proteger una escuela llena de niños de las criaturas demoníacas. Ella y Sam son asistidos por Dientes de Sable.
En poco tiempo, Victoria lidia con la aparente traición de Sam y el sacrificio de Louise Hastings, quien perece poco después de entregar su alma para resucitar a muchos de los Hijos de la Medianoche, incluida la propia Victoria.
El lugar de Louise en el grupo lo ocupa su nieto Jinx, quien tiene la habilidad mágica de empujar la suerte a su favor. Desarrolla un enamoramiento infantil por Victoria, pero aun así termina siendo un aliado de confianza. Ella lo lleva de viaje a Nueva York para recuperar una página, lo que finalmente lo lleva a una confrontación con Spider-Man, Paralyzer y Zzzax.
Victoria finalmente queda fascinada por las páginas del Darkhold cuando el enano demoníaco le ofrece la oportunidad de restaurar la vitalidad y el movimiento de Nash. Al igual que con todos los incidentes con el Darkhold, este se corrompe a medida que se mata a personas inocentes para robarles su vitalidad. Nash, a través de su vínculo con Victoria, la convence de neutralizar el hechizo.

### Doctor Strange
Después de algunos meses de tales aventuras, la vida de Victoria da un giro aún peor cuando se revela que, de hecho, es la hija de Chthon, creada cuando el estéril Vittorio usó magia para garantizarse un heredero, y ella está místicamente impregnada del mismo Chthon; El Hechicero Supremo Doctor Strange mantuvo a Victoria en estasis mística durante un tiempo para retrasar el renacimiento de Chthon en la dimensión de la Tierra, y finalmente pudo evitarlo. La última vez que se vio a Victoria, la comadrona se la estaba llevando, una creación de Chthon que, sin embargo, se rebeló contra el renacimiento de su amo y trató de ayudar a Victoria a recuperarse de su terrible experiencia.
Más tarde, el FBI reclutó a Victoria para que los ayudase a rastrear a Carnage, quien se había fugado con el Darkhold al Océano Índico.

## Poderes y habilidades
Victoria Montesi puede sentir cuando alguien ha accedido a una página del tomo Darkhold . Originalmente se pensó que se debía al linaje de la familia Montesi, pero los poderes de Victoria en realidad se debían a su creación a través de la magia del Darkhold por parte de su padre estéril, Vittorio Montesi. También es una doctora capacitada y tiene un entrenamiento limitado en artes marciales que le enseñó su amante, Nash Salvato, y más tarde su compañero de equipo, Sam Buchanan.